# Salomé Kora
Salomé Kora, née le 8 juin 1994, est une athlète suisse spécialiste du sprint. 

## Carrière
Elle participe à l'épreuve du relais 4 × 100 mètres lors des Jeux olympiques d'été de 2016 mais son équipe n'est pas qualifiée pour disputer la finale. Elle participe également à l'épreuve du 100 mètres lors des championnats du monde d'athlétisme 2017. Elle accède à la demi-finale et termine en 22e position,. Avec le relais, les Suissesses se classent 5e en 42 s 53, après avoir amélioré le record national en séries (42 s 50).
Le 25 août 2017, elle remporte la médaille de bronze de l'Universiade de Taipei en 11 s 33. Trois jours plus tard, elle décroche le titre sur le relais 4 × 100 m (43 s 81) après la disqualification du Kazakhstan vainqueur en 43 s 68, à la suite d'un passage hors zone.
Le 5 juillet 2018, lors de l'Athletissima de Lausanne, Kora et ses coéquipières établissent un nouveau record de Suisse du relais 4 × 100 m en 42 s 29. Elles améliorent leur temps de 42 s 50 établit en 2017 lors des championnats du monde de Londres

## Palmarès
| Date | Compétition                       | Lieu      | Résultat | Épreuve   | Temps   |
| ---- | --------------------------------- | --------- | -------- | --------- | ------- |
| 2016 | Championnats d'Europe             | Amsterdam | 4e       | 4 × 100 m | 43 s 00 |
| 2017 | Championnats d'Europe par équipes | Vaasa     | 1re      | 4 × 100 m | 43 s 77 |
| 2017 | Championnats du monde             | Londres   | 5e       | 4 × 100 m | 42 s 51 |
| 2017 | Universiade                       | Taipei    | 3e       | 100 m     | 11 s 33 |
| 2017 | Universiade                       | Taipei    | 1re      | 4 × 100 m | 43 s 81 |
| 2018 | Championnats d'Europe             | Berlin    | 4e       | 4 × 100 m | 42 s 30 |
| 2019 | Universiade                       | Naples    | 4e       | 100 m     | 11 s 39 |
| 2019 | Universiade                       | Naples    | 1re      | 4 × 100 m | 43 s 72 |
| 2019 | Championnats d'Europe par équipes | Bydgoszcz | 12e      | 100 m     | 11 s 68 |
| 2019 | Championnats du monde             | Doha      | 4e       | 4 × 100 m | 42 s 18 |
| 2022 | Championnats du monde             | Eugene    | 7e       | 4 x 100   | 42 s 81 |
| 2023 | Championnats du monde             | Budapest  | finale   | 4 x 100 m | DQ      |

## Records
| Épreuve | Temps   | Lieu              | Date            |
| ------- | ------- | ----------------- | --------------- |
| 100 m   | 10 s 95 | La Chaux-de-Fonds | 14 juillet 2024 |
| 200 m   | 23 s 92 | Saint-Gall        | 21 mai 2016     |